# São Miguel da Boa Vista
Pour les articles homonymes, voir São Miguel.
São Miguel da Boa Vista est une ville brésilienne située dans la mésorégion Ouest de Santa Catarina, dans l'État de Santa Catarina.

## Géographie
São Miguel da Boa Vista se situe par une latitude de 26° 41′ 25″ sud et par une longitude de 53° 15′ 05″ ouest, à une altitude de 468 mètres.
Sa population était de 1 904 habitants au recensement de 2010. La municipalité s'étend sur 72 km2.
Elle fait partie de la microrégion de Chapecó, dans la mésorégion Ouest de Santa Catarina.

## Administration
La municipalité est constituée d'un seul district, siège du pouvoir municipal.

## Villes voisines
São Miguel da Boa Vista est voisine des municipalités (municípios) suivantes :
- Flor do Sertão
- Maravilha
- Romelândia
- Santa Terezinha do Progresso
- Tigrinhos